# Joachim Düppe
Joachim Düppe (23 de Janeiro de 1916 - ) foi um comandante de U-Boot que serviu na Kriegsmarine durante a Segunda Guerra Mundial.